# 塞奇蘭 (加利福尼亞州)
塞奇蘭（英語：Sageland）是位於美國加利福尼亞州克恩縣的一個非建制地區。該地的面積和人口皆未知。

## 地理
塞奇蘭的座標為35°28′48″N 119°12′45″W / 35.48000°N 119.21250°W，而該地的平均海拔高度為1227米（即4026英尺）。